# Tryst
Tryst é um filme estadunidense realizado em 1994 dirigido por Peter Foldy.

## Sinopse
Um jovem viaja para a propriedade de uma família rica em Santa Barbara para visitar sua mãe, que já não via há anos. Ele acaba se envolvendo em um caso extraconjugal e um plano de assassinato, descobrindo segredos que ninguém da família gostaria de revelar.

## Elenco
- Barbara Carrera ... Julia
- David Warner... Jason
- Louise Fletcher... Maggie
- Johnny La Spada... Todd
- Jamie Luner... Mindy
- Mick Murray... Danny
- Cain Devore... Curtis